# (500171) 2012 FW25
(500171) 2012 FW25 es un asteroide perteneciente al cinturón de asteroides, descubierto el 27 de febrero de 2012 por el equipo del Pan-STARRS desde el Observatorio de Haleakala, Hawái, Estados Unidos.

## Designación y nombre
Designado provisionalmente como 2012 FW25.

## Características orbitales
2012 FW25 está situado a una distancia media del Sol de 2,473 ua, pudiendo alejarse hasta 2,717 ua y acercarse hasta 2,229 ua. Su excentricidad es 0,098 y la inclinación orbital 6,707 grados. Emplea 1420,93 días en completar una órbita alrededor del Sol.

## Características físicas
La magnitud absoluta de 2012 FW25 es 18,1.